# 기아 라이노
기아 라이노(Kia Rhino)는 1988년부터 2004년까지 생산되었던 기아자동차의 중형 트럭이다.

## 1세대

#### 라이노(1988년~1998년)
1988년에 복사의 후속 차종으로 출시되었다. 차대는 히노 레인저(3세대)를 베이스로와 캡 디자인은 마쓰다 타이탄(2세대)을 베이스로 해 독자적으로 개량하였다. 히노 자동차의 H07C 엔진을 장착을 하고 섀시는 히노 레인저(3세대) 중 FD의 섀시를 사용한다. 라이노의 H07C 엔진은 같은 급의 버스인 기아 AM818 코스모스에 장착하기도 했다. 1993년에 마이너 체인지되어 라디에이터 그릴의 색상이 무도색에서 검은색으로 변경되었으며, 조수석 안전창이 추가되었다. 또한 기아자동차 자체에서 생산된 K6700(K6) 엔진으로 교체되었다. 주차브레이크는 승용차와 승합차 같은 기계식 파킹 브레이크다.

## 2세대

#### 뉴 라이노(1998년~2004년)

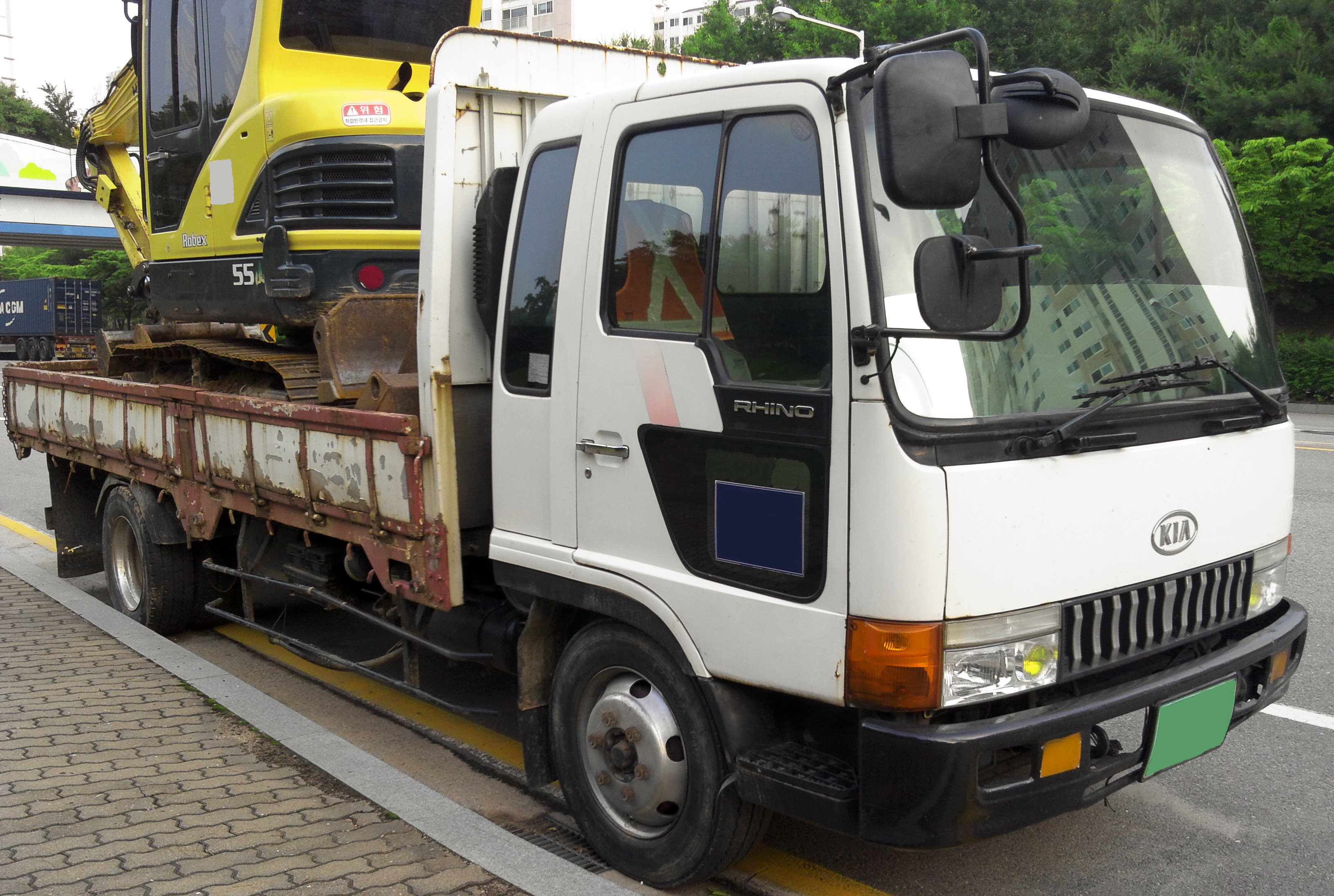
기아 라이노 정측면(우).

1998년에 1세대 라이노와 복사(2세대)의 통합 후속 차종으로 출시되었으며, 히노 레인저(4세대)를 베이스로 만들었다. 엔진은 히노 자동차의 H07D 엔진을 기반으로 만든 K7 엔진을 탑재하였다. 초기에는 라디에이터 그릴이 가로로 되어있었으나, 2000년부터는 세로로 변경되었다. 1세대 라이노부터 써오던 기계식 주차 브레이크가 2000년부터 공압식으로 바뀌고 2001년부터 운전대 모양이 현대차와 같은 것으로 바뀌어 판매하다가 2004년 9월에 새로운 배기 가스 규제를 충족시키지 못하고 현대 메가트럭과의 시장 중복을 이유로 파맥스와 함께 후속 차종 없이 단종되면서 기아자동차는 중형 트럭 부문 시장에서 완전히 철수하였다.

## 같이 보기
- 기아 코스모스
- 현대 메가트럭